# Ludo Hoogmartens
Ludo Hoogmartens (As, 6 mei 1964) is een Vlaams acteur.
Hoogmartens speelde op toneel, in televisieseries en in films. Bij het grote publiek is hij wellicht het meest bekend om zijn rol als inspecteur Rob De Maegd in de politieserie Aspe, die hij vijf jaargangen lang vertolkte, van 2010 tot 2014. Opvallend detail is dat Ludo ook al eerder een rol vertolkte in Aspe, maar dan als crimineel. In de afleveringen 'Het Afscheid'  deel 1 en 2 speelde hij de rol als chauffeur Dirk Bastiaens. Hij is familie van  Jef Hoogmartens en  Eric Hoogmartens

## Rollen of gastoptredens in televisieseries vanaf 1995
- Aspe
- Code 37
- De Wet volgens Milo
- Flikken
- Flikken Maastricht
- Heterdaad
- Katarakt
- Keyzer & De Boer Advocaten
- Kulderzipken
- Matroesjka's
- Ons geluk
- Sedes & Belli
- Wittekerke
- Windkracht 10
- Terug naar Oosterdonk
- Urbain
- Tytgat Chocolat
- Vuurzee
- Witse
- Zone Stad
- Amateurs (2014) - Patrick Brusten
- De 16 (2016) - Jimmy Hermans
- Patrouille Linkeroever (2016)
- influencers (VIER) 2020
- Spitsbroers
- De Bende van Jan de Lichte
- Lisa (2023) - als Alex Veirman, vader van Ben

## Toneel
In Vlaanderen stond hij al in producties van o.a. 't Gebroed, theaterMalpertuis, Het Toneelhuis en HETPALEIS op de planken. Bij het Noord Nederlands Toneel speelde hij reeds mee in de monoloog Verst(r)o(o)ïcijnsd en in De getemde feeks, Pygmalion, Ik zal zoet zijn, Zonnekinderen, Cordoba!, Frankenstein (als Frankenstein), Jeanne, Brandhaarden, Orpheus, Troilus en Cressida, De Kaukasische krijtkring, De vrouw met de baard, Dichterbij Circus Boltini!, Dantons dood en Othello.
Vanaf augustus 2021 nam hij plek in het ensemble van Daens de Musical en speelde daar de rol van Vader Scholliers. Een paar maanden later, in oktober 2021, werd bevestigd dat hij samen met Peter van de Velde en Bert Cosemans de rol van Emiel Segers zou gaan spelen in de herneming van '40-'45 de Musical. Hij speelt ook samen met Dirk Van Vaerenbergh de rol van Odilon in de musical "Red Star Line".

## Media-aandacht
In 2002 kreeg hij heel wat media-aandacht en appreciatie toen hij bij de voorstelling van Othello van 4 december 2002 door het Noord Nederlands Toneel een wel heel luidruchtige tiener uit een groep CKV-toeschouwers de zaal uitzette.
1. ↑  Castplanning Red Star Line. Gearchiveerd op 13 mei 2023. Geraadpleegd op 13 mei 2023.